# 瓦洛納 (加利福尼亞州)
瓦洛納（英語：Valona）是位於美國加利福尼亞州康特拉科斯塔縣的一個非建制地區。該地的面積和人口皆未知。

## 地理
瓦洛納的座標為38°03′08″N 122°13′28″W / 38.05222°N 122.22444°W，而該地的平均海拔高度為19米（即62英尺）。